# 智利经济
智利经济在南美洲水平中屬於開發程度較高，有智利奇迹之稱，銅礦和葡萄酒是其著名出產品，銅產量占世界的32％。圣地亚哥的智利中央银行是该国的中央银行。智利货币是智利比索（CLP）。智利是南美洲最稳定和繁荣的国家之一。相对于其他拉美国家，智利在人类发展，竞争力，人均GDP，全球化，经济自由度，腐败感知指数中表现优异。自2013年7月，智利被世界银行定义为“高收入经济体”

## 概觀
智利经济初期極大建立在礦業上，尤其銅礦是該國最大資本，外資直接投資有52.9％集中在礦業開採。然而也導致單一化產業風險，銅礦價格嚴重關聯財政狀況，近年銅礦純度也開始下降，導致經濟開始需要轉型。觀光業較不興盛有較大成長空間，而其南半球的地理和天候對於特定天文觀測較有利，吸引每年不少天文愛好者旅遊觀測行程，帶動了較特殊的天文觀光產業。旅游智利经历了持续的增长。2005年旅游业增长了13.6％，但主要遊客來自較貧窮的其他南美國家導致消費不高，美國遊客有增長趨勢然而依然較少，旅游大多集中在夏季（十二月至三月），并主要集中在沿海滩涂城镇。阿里卡，伊基克，安托法加斯塔，拉塞雷纳和科金博都在北方的主要夏季中心，和普孔岸边比亞里卡湖是在南方的主要中心。南方的主要旅游景点有国家公园（最流行的是位于阿劳卡尼亚的孔吉利奧國家公園）和周围Tirúa和卡涅特的沿海地区与莫查島和納韋爾布塔國家公園，奇洛埃群島和巴塔哥尼亚。
葡萄農業是其另一大支柱，葡萄酒業也有較好展望，2013年出口至歐盟及北美自由貿易區皆有顯著成長，橄欖油、藍莓、覆盆子及蔓越莓類產值也達4億美金之上，近1/3出口美國。智利國土狹長海岸線長達4,000餘公里，漁業資源豐富，海產類資源也甚豐，養殖鮭魚、鱒魚等技術在外資進入後興起。
其稅制在21世紀後逐漸改革，是外資一大注意事項，因為不少稅率上升，公司所得稅由20％在4年內逐步提高至25％，啤酒附加稅由15％提高至20.5％，葡萄酒由15％提高至24％，印花稅由0.4％提高至0.8％。稅務成本的上升導致低毛利勞動產業相對於其他南美國沒有競爭優勢。其金融業和房仲業較沒有豐厚利潤，法規也偏嚴，導致智利的服務業不突出，所以依靠服務業的高獲利來應對增長的稅額不適用於智利的投資經營。

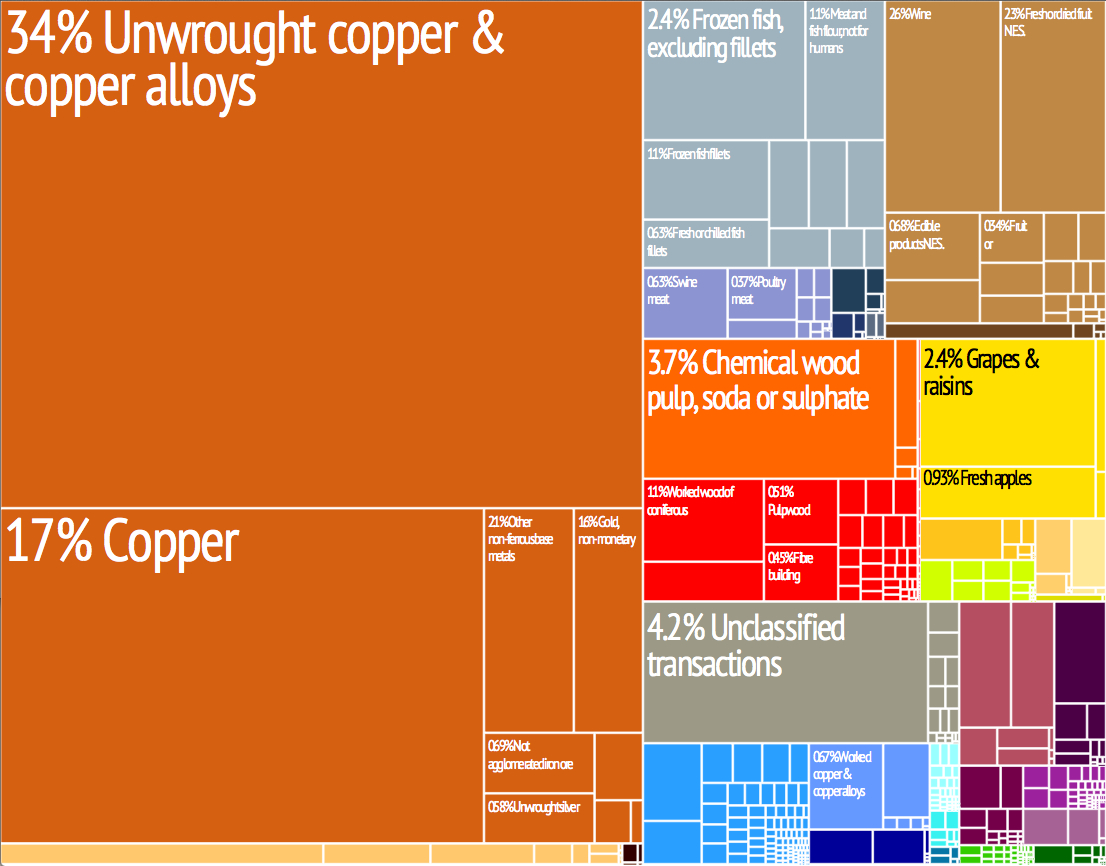
出口品